# 淡紫花黄耆
淡紫花黄耆（学名：Astragalus membranaceus f. purpurinus）为豆科黄耆属花黄耆下的一个变型。

## 扩展阅读
- 維基物種上的相關：淡紫花黄耆